# ثراء (اسم)
ثراء هو اسم علم مذكر ومؤنث من أصل عربي، ومعناه هو اسم تفاؤل يوحي بمعان كثيرة ثراء في العقل والفكرثراء مادي ومعنوي.

## شخصيات تحمل الاسم
- ثراء جبيل (1991 – )
- ثراء دبسي (ممثلة سورية، 16 مايو 1950 – )

## وصلات خارجية
- موسوعة السلطان قابوس لأسماء العرب نسخة محفوظة 5 أبريل 2019 على موقع واي باك مشين.